# Abu-Thàbit II
Abu-Thàbit (II) ibn Abi-Taixufín (àrab: أبو ثابت بن أبي تاشفين, Abū Ṯābit b. Abī Tāxufīn) o, més senzillament, Abu-Thàbit II fou emir abdalwadita de Tlemcen durant quaranta dies el 1393.
Era un cavaller notable, d'altes qualitats i molt estimats, que hauria donat mostres de bon govern en els dies que va poder. Al cap de sis setmanes el seu oncle, Abu-l-Hajjadj I va entrar a les seves habitacions i els va assassinar, proclamant-se al seu lloc amb alguns suports a la cort.